# Utaridi Planitia
L'Utaridi Planitia è una struttura geologica della superficie di Mercurio.